# بیا و بنگر
بیا و بنگر (روسی: Иди и смотри؛ بلاروسی: Ідзі і глядзі) فیلمی در ژانر جنگی و درام به کارگردانی الم کلیموف است که در سال ۱۹۸۵ منتشر شد. این فیلم به دوران اشغال بلاروس شوروی به دست نیروهای آلمان نازی در طول جنگ جهانی دوم می‌پردازد. 

## داستان
بلاروس، نزدیک مرز لهستان، سال ۱۹۴۳. پسر نوجوانی به نام «فلوریا» (کرافچنکو) تفنگی را از زیر خاک بیرون می‌آورد تا به پارتیزان‌هایی که، به رهبری «کوساچ»، در جنگل مخفی شده‌اند، بپیوندد. نیروهای نازی به منطقه یورش می‌برند و پارتیزان‌ها عقب می‌کشند تا خود را برای یک ضد حمله آماده می‌کنند.

## عنوان
عنوان این فیلم برگرفته از فصل ۶ از آخرالزمان جان، که در آیات اول، سوم، پنجم و هفتم نوشته شده‌است بیا و بنگر (به یونانی: Ἐρχου καὶ ἴδε, Erchou kai ide) به عنوان یک دعوت برای دیدن خرابی‌هایی که چهار سوار آخرالزمان به بار آورده‌اند. فصل ۶ آیات ۷ و ۸ به عنوان انحصار مربوط به فیلم ذکر شده:
و هنگامی که او مهر چهارم را باز کرد، شنیدم که چهارمین جانور گفت: بیا و بنگر! و من نگریستم، متوجه یک اسب رنگ پریده شدم، آنکس که روی آن نشسته بود؛ مرگ بود و جهنم را با خود آورده بود و قدرتی که به آن‌ها داده شده بود؛ بیشتر از ربع زمین بود برای کشتن به وسیلهٔ شمشیر ٬گرسنگی، مرگ و جانوران زمین.

## جوایز
این فیلم در چهاردهمین جشنواره بین‌المللی فیلم مسکو توانست جایزهٔ ویژهٔ هیئت داوران و جایزهٔ فیپرشی را از آن الم کلیموف کند.

## بازخورد
راجر ایبرت منتقد فقید سینما این فیلم را در فهرست فیلم‌های فوق‌العاده قرار داد و دربارهٔ آن نوشت «یکی از ویرانگرترین فیلم‌ها دربارهٔ هرچیزی و در آن بازماندگان باید به مردگان حسادت کنند.»